# Diocesi di Canterbury
L'arcidiocesi di Canterbury è una diocesi della Chiesa d'Inghilterra che copre la parte orientale del Kent. L'originale diocesi cattolica venne fondata da sant'Agostino di Canterbury nel 597. La diocesi ha come sede la cattedrale di Canterbury ed è la più antica sede della Chiesa d'Inghilterra.
Attualmente la sede è amministrata dall'arcivescovo Trevor Willmott, in seguito alle dimissioni di Justin Welby.

## Territorio
La diocesi confina a ovest con quelle di Chichester e di Rochester. Per motivi organizzativi, la diocesi è divisa in tre arcidiaconati, contenenti un totale di sedici decanati:
- Arcidiaconato di Canterbury: Canterbury, East Bridge, Reculver, Thanet e West Bridge;
- Arcidiaconato di Ashford: Ashford, Dover, Elham, Romney, Sandwich e le missioni di Vineyard;
- Arcidiaconato di Maidstone: Maidstone, North Downs,[2] Ospringe, Sittingbourne, e Weald.

## Storia

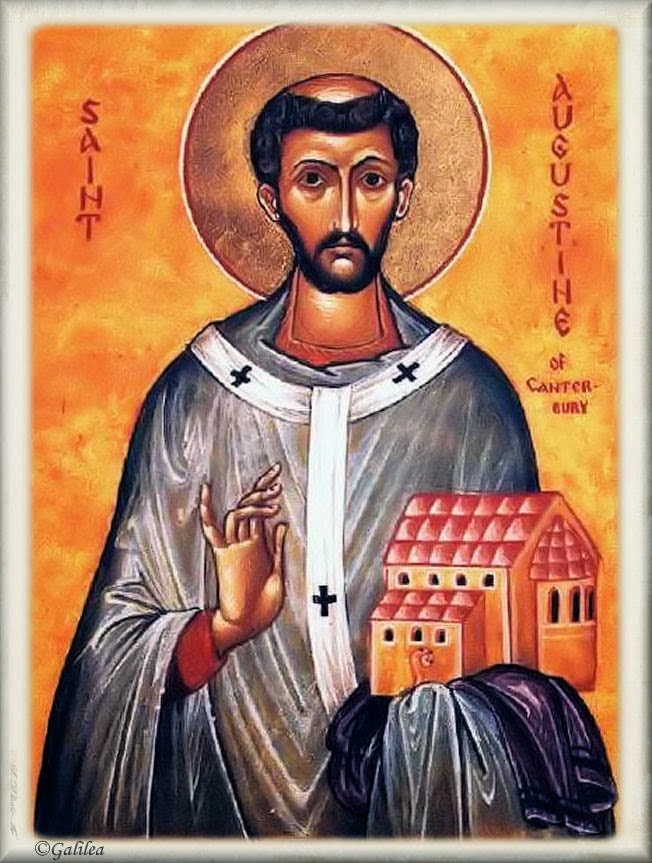
Sant'Agostino di Canterbury

L'arrivo degli Angli, dei Sassoni e degli Juti dopo la metà del V secolo pose fine alle strutture cristiane esistenti nella Britannia romana. Fu il papa Gregorio Magno alla fine del VI secolo ad incaricarsi di evangelizzare i nuovi popoli ancora pagani, con l'invio di un gruppo di missionari del monastero da lui fondato di Sant'Andrea sul Monte Celio, guidati dal monaco Agostino di Canterbury. Partiti da Roma nella primavera del 596, i missionari approdarono sulle coste dell'isola di Thanet durante la primavera dell'anno successivo. Le aspettative di papa Gregorio non furono deluse e nella Pasqua del 601 il re Etelberto del Kent si fece battezzare: fu il primo monarca anglosassone a convertirsi al cristianesimo.
Nell'ottica di papa Gregorio, l'antica Britannia romana doveva essere suddivisa in due sedi metropolitane, Londra e York, che erano le antiche capitali delle due province romane. Per questo motivo nel 601 il vescovo Agostino ricevette il pallio con il compito di porre la sua sede a Londra (l'antica Londinium). Ma a Roma nessuno conosceva esattamente la situazione politica della regione: Londra infatti apparteneva ad un altro regno, quello dell'Essex, il cui re era ancora pagano. Il progetto iniziale dunque era inattuabile: la sede di Canterbury si trovò così ad assumere una preminenza fra le nascenti diocesi anglosassoni, e questa preminenza venne sancita nel 624 da papa Bonifacio V con l'invio del pallio al vescovo Giusto di Canterbury.
Fu solo nel 735 che si realizzò il progetto di papa Gregorio Magno, con la costituzione della seconda provincia ecclesiastica anglosassone, quella di York, che sottrasse a Canterbury le sedi di Northumbria, Lindisfarne, Hexham e Whithorn.
Verso la fine dell'VIII secolo, i potenti re di Mercia si adoperarono per sottrarre a Canterbury la supremazia sulla giovane chiesa inglese. Nel 788 il re Offa eresse a provincia ecclesiastica la diocesi di Lichfield, ma questo progetto ebbe una breve esistenza. Un suo successore, Cenwulf, tentò di spostare la sede metropolitana dell'Inghilterra meridionale da Canterbury a Londra, appellandosi all'idea iniziale di papa Gregorio. Anche questo progetto fallì: infatti «si era fatta già ben radicata e possente la tradizione della sede che fu di Agostino e di Teodoro di Tarso».
A partire dall'834-835 iniziarono le invasioni dei Vichinghi danesi, ancora pagani, che devastarono l'Inghilterra centro-settentrionale, arrivando ad istituire un regno autonomo (Danelaw). Grazie alle imprese militari dei re di Wessex-Sussex-Kent Alfredo il Grande e suo figlio Edoardo, poté essere scongiurato l'annientamento totale dei regni anglosassoni e con essi della chiesa cristiana. Con il nipote di Alfredo, Athelstan (925-939), fu completata l'opera di riconquista ed insieme di unificazione degli antichi regni anglosassoni.

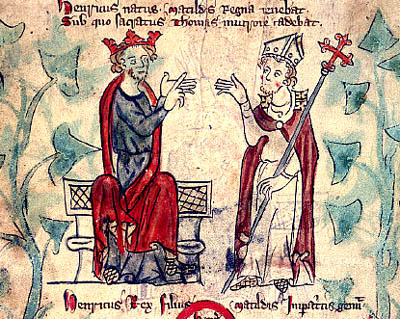
San Tommaso Becket e Enrico II

La sede di Canterbury visse un momento di crisi negli anni turbolenti dell'ultimo re anglosassone, Edoardo il Confessore (1042-1066), che, per conciliarsi il partito pro-normanno, promosse sulla sede primaziale inglese il francese Roberto. Questo provocò la reazione degli oppositori, che cacciarono Roberto e lo sostituirono con l'inglese Stigand di Winchester, che riuscì ad ottenere il pallio dall'antipapa Benedetto X.
Il XII secolo è caratterizzato dalle vicende legate al re Enrico II e all'arcivescovo Tommaso Becket, ai loro duri scontri, il primo in difesa dell'assolutismo politico, il secondo in difesa dell'autonomia e dei privilegi della Chiesa inglese, che determinarono l'assassinio del Becket nella cattedrale di Canterbury il 29 dicembre 1170.

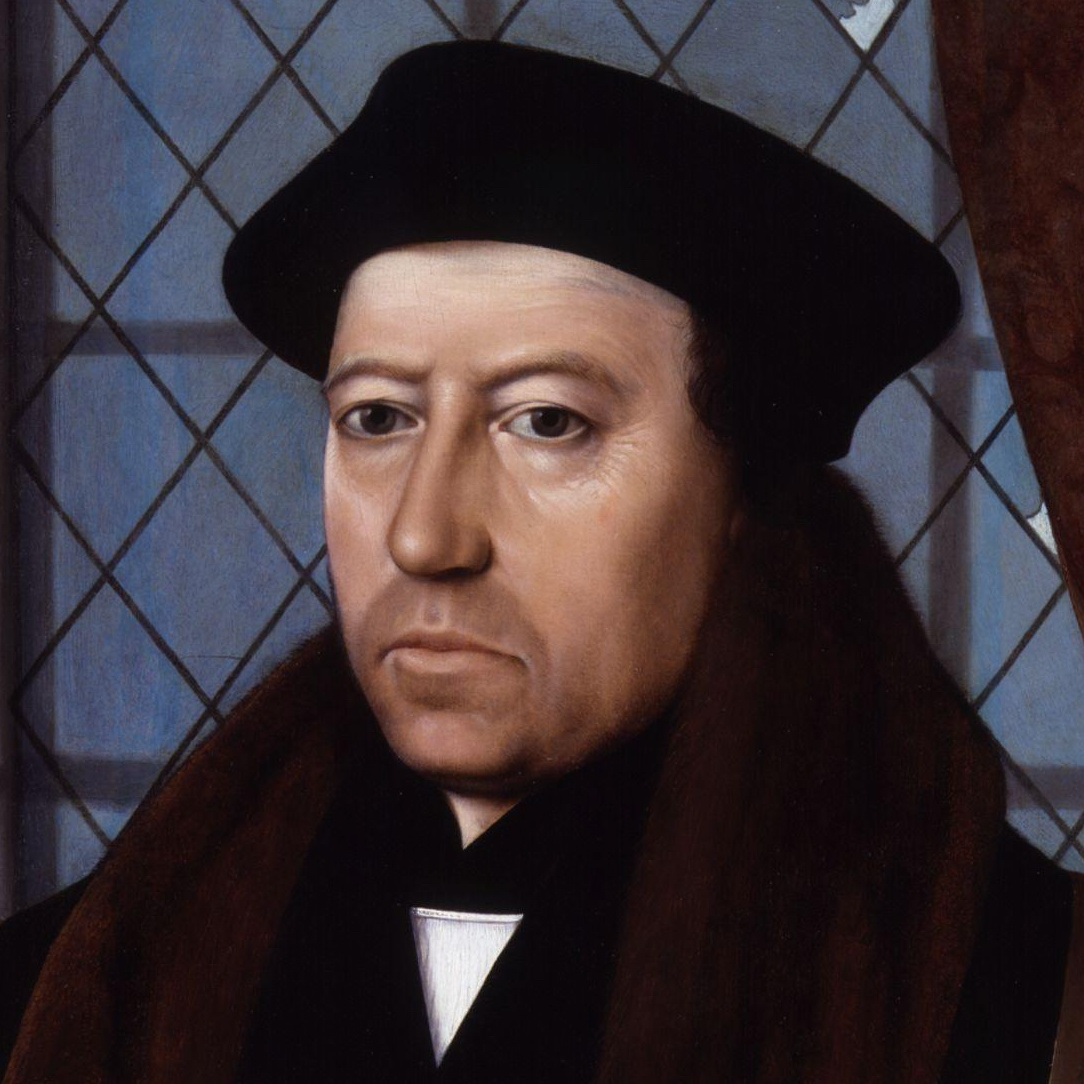
Thomas Cranmer

Negli anni difficili e turbolenti di Enrico VIII e dell'avvento progressivo dell'anglicanesimo, gli arcivescovi di Canterbury si schierarono a favore dell'una o dell'altra parte. Tra questi si distinse in modo particolare Thomas Cranmer, eletto arcivescovo il 21 febbraio 1533: uomo erudito e legato del re in Germania, aveva simpatie per le idee luterane; si era sposato segretamente in Germania con la nipote del riformatore di Norimberga, Andrea Osiander; nominato arcivescovo primate d'Inghilterra, fu lui a pronunciare la dichiarazione di invalidità del matrimonio di Enrico con Caterina d'Aragona. Quando Enrico VIII emanò i Six articles nell’agosto 1539, di chiaro stampo cattolico, Thomas Cranmer dovette rinunciare definitivamente al tentativo di avvicinare la chiesa inglese al luteranesimo, e dopo la morte al rogo di Cromwell rinviò la moglie in Germania.
Dopo la morte di Enrico VIII (1547) e quella del suo successore Edoardo VI (1553), salì al trono Maria I, figlia di primo letto di Enrico VIII. Con lei ci fu un tentativo di restaurazione del cattolicesimo, operato con una ferrea politica persecutoria, che causò la condanna al rogo di oltre 250 persone, tra cui l'arcivescovo Thomas Cranmer (1556). Nella sua durezza, la regina fu appoggiata dal nuovo titolare di Canterbury, il cardinale Reginald Pole. Entrambi morirono nel novembre 1558, a pochi giorni di distanza l'uno dall'altra. Reginald Pole è stato l'ultimo arcivescovo di Canterbury in comunione con la Santa Sede. La nuova regina, Elisabetta I, nominò nel 1559 sulla sede primaziale inglese Matthew Parker, con il quale inizia la serie, ininterrotta fino ad oggi salvo la parentesi rivoluzionaria calvinista seicentesca, degli arcivescovi anglicani.

## Vescovi
La diocesi di Canterbury è una delle più antiche della Chiesa d'Inghilterra. Il suo vescovo diocesano è l'arcivescovo di Canterbury, che ricopre anche il ruolo di vescovo metropolita della provincia ecclesiastica di Canterbury, primate di tutta l'Inghilterra e capo della Comunione anglicana mondiale. A causa dei suoi numerosi impegni e del suo ruolo a livello globale, l'arcivescovo (la cui residenza principale è Lambeth Palace, a Londra) è spesso lontano dalla diocesi.
Per questo motivo, gran parte delle responsabilità diocesane sono delegate al vescovo di Dover, un vescovo suffraganeo che agisce in molte occasioni come se fosse il vescovo diocesano. Attualmente, la sede di Dover è vacante.
Fino al 2009, vi era un altro vescovo suffraganeo, il vescovo di Maidstone. Tuttavia, nel novembre 2010 si decise di non procedere con ulteriori nomine per questa sede. Successivamente, il 4 dicembre 2014, fu annunciato che la sede di Maidstone sarebbe stata riattivata per fornire un ulteriore supporto come visitatore episcopale provinciale a favore di alcune parrocchie evangeliche conservatrici.
Oltre al vescovo di Dover, la diocesi ospita altri vescovi suffraganei. Due di questi, i vescovi di Ebbsfleet e di Richborough, sono visitatori episcopali provinciali con responsabilità che si estendono oltre i confini della diocesi. In particolare, il vescovo suffraganeo di Richborough, Norman Banks, funge da supervisore episcopale alternativo per le parrocchie che rifiutano l'ordinazione di sacerdoti donna. Banks, essendo un suffraganeo della diocesi, non necessita di una licenza come assistente vescovo onorario.
La diocesi ha ospitato anche diversi vescovi assistenti onorari:
- 2000–2003: Michael Gear, ex vescovo suffraganeo di Doncaster, residente a Yalding, nella vicina diocesi di Rochester.
- 2003–2008: Michael Turnbull, ex vescovo di Durham ed ex vescovo di Rochester.
- 2008–2009: Richard Llewellin, ex vescovo di Lambeth, residente a Thanington Without, nei pressi di Canterbury.
- 2009–2013: Graham Cray, ex vescovo suffraganeo di Maidstone e Arcivescovo missionario, residente a Harrietsham.
- 2013–2024: Justin Welby, arcivescovo di Canterbury.

Dal 12 novembre 2024 la sede diocesana è vacante.